# Lee Teng-hui
Lee Teng-hui (Traditioneel Chinees: 李登輝, vereenvoudigd Chinees: 李登辉, Pinyin: Lǐ Dēnghuī) (Sanzhi, 15 januari 1923 – Taipei, 30 juli 2020) was een Taiwanees politicus. Van 1988 tot 2000 was hij de president van Taiwan en partijvoorzitter van de Kwomintang. Hij was de eerste democratisch verkozen president van Taiwan.
Lee steunde onder andere de Taiwan localization movement, en leidde een agressieve buitenlandse politiek om diplomatieke bondgenoten te krijgen. Hij werd hierdoor beschuldigd van verraad tegenover zijn partij, en supporter van de onafhankelijkheid van Taiwan. Toen hij aftrad als president, werd hij uit de Kwomintang gezet.

## Biografie

### Jonge jaren en opleiding
Lee werd geboren in een Hakkafamilie vlak bij Taipei, Taiwan. Als kind droomde hij vaak van reizen naar het buitenland. Hij ging daarom postzegels verzamelen van zo veel mogelijk verschillende landen.
Lee groeide op ten tijde van de Japanse overheersing van Taiwan. Hij ontwikkelde zo een sterke band met de Japanse cultuur. Zijn vader was een Japanse hulp van de politie en zijn broer diende in de Japanse marine. Lee was een van de vier Taiwanese studenten van zijn opleiding die een studiebeurs kreeg voor een opleiding aan de Universiteit van Kyoto. In Kyoto werd Lee mede door zijn liefde voor boeken sterk beïnvloed door Japanse denkers zoals Nitobe Inazo en Nishida Kitaro. In 1944 ging hij bij het Japanse leger, waar hij de rang van tweede luitenant kreeg bij een luchtafweergeschut in Taiwan. In 1945 werd hij teruggeroepen naar Japan. Hij hielp mee bij de nasleep van het bombardement op Tokio in maart 1945. In 1946 studeerde Lee af aan de universiteit.
Toen de Republiek China Taiwan overnam na de Tweede Wereldoorlog, ging Lee naar de Nationale universiteit van Taiwan. Hier haalde hij in 1948 een bachelorgraad in landbouwkunde. Lee voegde zich bij de Communistische Partij van China in september 1946. Zijn verblijf hier was van korte duur. Wel was hij betrokken bij het 228 Incident.
In 1953 kreeg Lee een Matersgraad in economische landbouwkunde van de Staatsuniversiteit van Iowa in de Verenigde Staten. Hij keerde in 1957 terug naar Taiwan als econoom, samen met de Joint Commission on Rural Reconstruction (JCRR), een instituut gesponsord door de VS om de landbouw van Taiwan te moderniseren. Hij werkte in deze tijd ook als professor in het Departement van Economie aan de Nationale Universiteit van Taiwan.
Midden jaren 60 keerde Lee terug naar de Verenigde Staten, en haalde in 1968 een PhD-titel in economische landbouwkunde aan de Cornell-universiteit.
Als jonge man maakte Lee kennis met het christendom en bekeerde hij zich tot dit geloof. In 1961 liet hij zichzelf dopen.
Door zijn vele reizen en studies leerde Lee naast Taiwanees ook Japans, Mandarijn en Amerikaans Engels.

### Politieke carrière
In 1971, kort na zijn terugkeer in Taiwan, werd Lee lid van de Kwomintang. Deze partij wist dat Lee ooit bij de communistische partij had gezeten, maar dit werd verzwegen en bewijzen hiervoor werden vernietigd. Bij deze partij werd hij Minister zonder portefeuille van landbouw.
In 1978 werd Lee burgemeester van Taipei, alwaar hij het watertekort oploste en de irrigatiesystemen van de stad verbeterde. In 1981 werd hij gouverneur van de provincie Taiwan.
Als een ervaren technocraat trok Lee al snel de aandacht van president Chiang Ching-kuo, die in hem een sterke kandidaat zag voor het vicepresidentschap. Chiang wilde meer autoriteit afschuiven op de oorspronkelijke Taiwanese bevolking in plaats van door te gaan met het promoten van waisheng ren zoals zijn vader had gedaan. Chiang nomeerde Lee voor het vicepresidentschap. In 1984 werd hij officieel verkozen voor deze positie.

### Presidentschap
Chiang Ching-kuo stierf in januari 1988, waarna Lee hem opvolgde als president. Dit viel niet bij iedereen in goede aarde, waaronder bij de "Palace Faction" van de KMT, die Lee enorm wantrouwde.
Gedurende de eerste jaren van zijn presidentschap liet Lee zijn rivalen binnen de Kwomintang andere belangrijke posities innemen. Tegelijkertijd benoemde hij Taiwanezen voor andere belangrijke posities. Zij namen vaak de plaats in van oudere Chinezen.
In 1990 braken er onder studenten in Taiwan protesten uit daar ze vonden dat Taiwan geheel democratisch moest worden, inclusief de keuze van de president. Tot dusver werd de president verkozen door de Volksrepubliek China. Lee nodigde een paar studenten uit en steunde hun plannen. In mei 1991 maakte Lee het tot zijn doel de oude wetten die de democratie beperkten af te schaffen. Dit verliep niet soepel. In de Volksrepubliek China kwam verzet tegen het idee. Zo liet China de handelsroutes met Taiwan verbreken. Desondanks kreeg Lee steeds meer steun. Uiteindelijk kwam de democratie er. Op 23 maart 1996 werd Lee de eerste geheel democratisch verkozen president, met 54% van de stemmen.
In 2000 moest Lee aftreden daar zijn termijn als president was verstreken. Hij werd opgevolgd door Chen Shui-bian. Zijn komst markeerde het einde van de regeerperiode van de Kwomintang.

### Latere jaren
Aanhangers van de andere presidentskandidaten, Lien Chan en James Soong, beschuldigden Lee ervan een splitsing in de Kwomintang te hebben veroorzaakt waardoor Shui-bian kon winnen. Tevens bleek Lee al jaren in het geheim de onafhankelijkheidsbeweging van Taiwan te steunen. Hij werd in december 2000 uit de Kwomintang gezet.
Na zijn vertrek richtte Lee een nieuwe partij op genaamd de TSU.
Lee bleef goede banden onderhouden met Japan. Meerdere malen heeft hij de Taiwanese bevolking ervan overtuigd dat Japan hen zal steunen wanneer Taiwan officieel de onafhankelijkheid verklaart.